# Scotophilus leucogaster
Scotophilus leucogaster — вид ссавців родини лиликових. 

## Проживання, поведінка
Країни поширення: Ангола, Бенін, Буркіна-Фасо, Камерун, Центральноафриканська Республіка, Чад, Кот-д'Івуар, Ефіопія, Гамбія, Гана, Гвінея, Гвінея-Бісау, Кенія, Малі, Мавританія, Мозамбік, Намібія, Нігер, Нігерія, Сенегал, Сьєрра-Леоне, Судан, Того, Уганда. Цей вид був записаний у сухим і вологих саванових місцях мешкання. У Судані та Гвінеї саванові зони розширені на південь до кордону дощового лісу й савани. 

## Загрози та охорона
Здається, немає серйозних загроз для даного виду в цілому. Імовірно присутній у багатьох охоронних територіях.